# Рогозянка (зупинний пункт)
Рогозянка — пасажирський зупинний пункт Харківської дирекції Південної залізниці, розміщений на дільниці Одноробівка — Шпаківка між зупинними пунктами Феськи (2 км) та 205 км (4 км). Відстань до станції Одноробівка — 35 км.. Розташований у селі Маяк Богодухівського району Харківської області.

## Історичні відомості
Станція відкрита в 1911 році під час будівництва Північно-Донецької залізниці. У 2021 році переведена до розряду зупинних пунктів.

## Пасажирське сполучення
На зупинному пункті зупиняються лише приміські поїзди у напрямках Харкова та Золочева.  До Харкова приміські поїзди прибувають на станції Харків-Пасажирський, Харків-Левада та Харків-Балашовський.